# Campeonato Alemán de Fútbol 1960
El Campeonato Alemán de Fútbol 1960 fue la 50.ª edición de la máxima competición futbolística de Alemania Federal.

## Grupo 1
|    | Equipo               | PJ | PG | PE | PP | GF | GC | Pts |
| -- | -------------------- | -- | -- | -- | -- | -- | -- | --- |
| 1. | Hamburgo             | 6  | 4  | 1  | 1  | 22 | 11 | 9   |
| 2. | Karlsruher           | 6  | 2  | 3  | 1  | 18 | 18 | 7   |
| 3. | Borussia Neunkirchen | 6  | 2  | 1  | 3  | 9  | 17 | 5   |
| 4. | Westfalia Herne      | 6  | 1  | 1  | 4  | 13 | 16 | 3   |

## Grupo 2
|    | Equipo          | PJ | PG | PE | PP | GF | GC | Pts |
| -- | --------------- | -- | -- | -- | -- | -- | -- | --- |
| 1. | Colonia         | 6  | 4  | 1  | 1  | 14 | 8  | 9   |
| 2. | Werder Bremen   | 6  | 4  | 0  | 2  | 18 | 12 | 8   |
| 3. | Tasmania Berlin | 6  | 3  | 0  | 3  | 11 | 11 | 6   |
| 4. | Pirmasens       | 6  | 0  | 1  | 5  | 9  | 21 | 1   |

## Final
| Hamburgo | 3 – 2 | Colonia |

Hamburgo clasifica a la Copa de Campeones de Europa 1960-61.
|                               |
| Campeón Hamburgo SV 3° título |